# Бианор (поэт)
Бианор (др.-греч. Βιάνωρ, лат. Bianor) — древнегреческий поэт I века н. э. из Вифинии.
В Палатинской антологии и Планудовом приложении сохранились 22 его эпиграммы. Одна из них (AP IX, 423) описывает разрушительное землетрясение в Сардах 17 года н. э., подробности о котором приводит Тацит («Анналы», II, 47).
Филипп Фессалоникийский, включивший стихотворения Бианора в свой сборник (около 40 года н. э.), сравнил их с листями дуба (AP IV, 2).